# Lymington
Lymington is een plaats en gemeente (civil parish) in het district New Forest, in het Engelse graafschap Hampshire. Er wonen ongeveer 15.000 mensen. Vanuit Lymington vertrekken er boten naar Yarmouth op Wight.

## Geboren in Lymington
- Birdy (1996), zangeres